# 三休橋筋

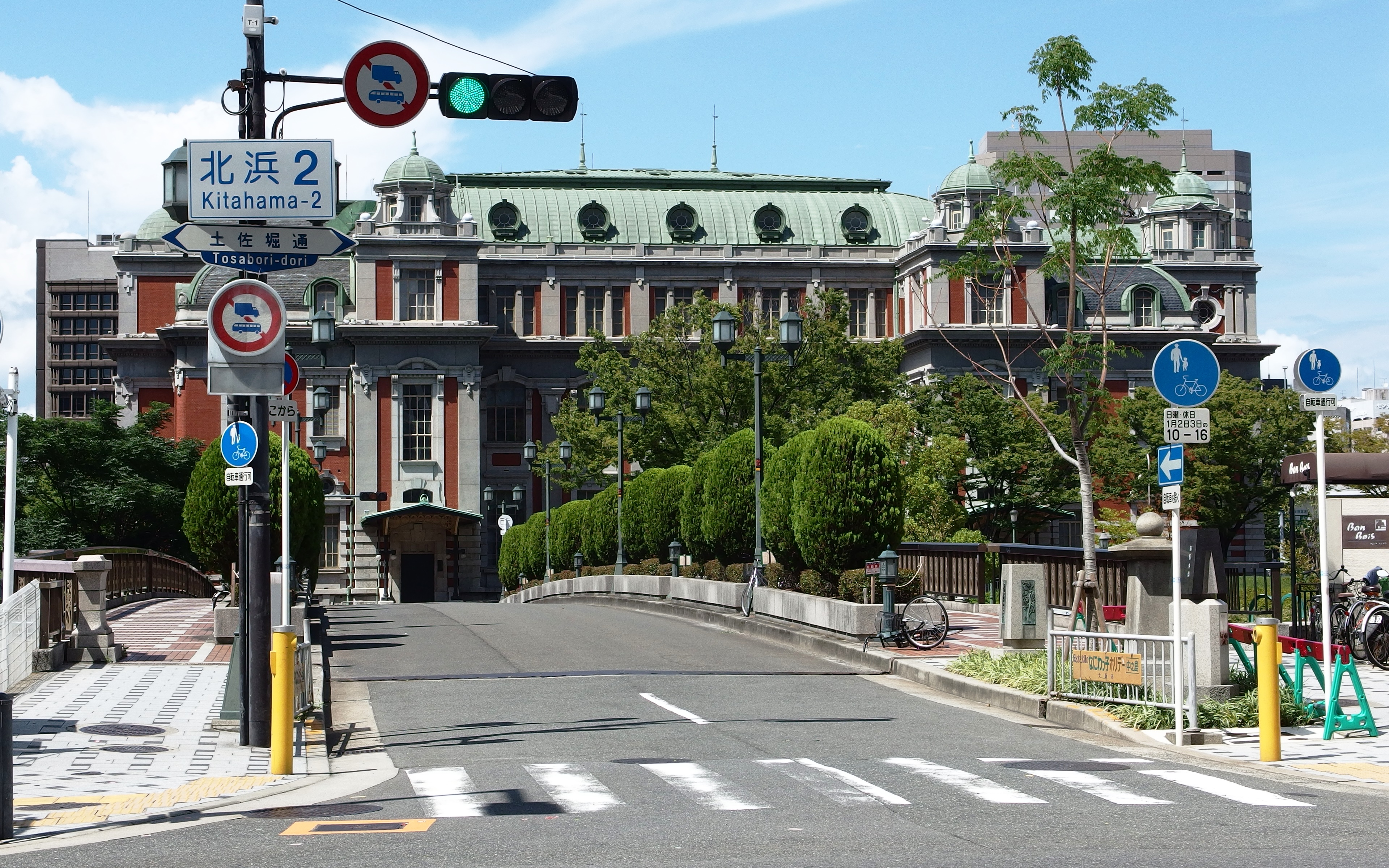
土佐堀通との交点
（栴檀木橋南詰から公会堂を望む）

三休橋筋（さんきゅうばしすじ）は、大阪府大阪市北区・中央区を南北に走る道路の一つ。大阪市道三休橋千日前線のうち道頓堀通以北に当たる。

## 概要
船場では栴壇木橋筋（せんだんのきばしすじ）、島之内では笠屋町筋（かさやまちすじ）とも呼ばれる。
北は土佐堀川に架かる栴檀木橋から、南は道頓堀川に架かる太左衛門橋まで、船場と島之内のそれぞれ中央を南北に貫く。市道名のとおり、道頓堀通以南はやや西へずれるが千日前（商店街）と繋がり、なんばグランド花月前を通り千日前道具屋筋商店街となり、中央区と浪速区の区境であるなんさん通りに至る。
土佐堀通 - 中央大通間は、大阪市によるプロムナード整備事業により、2006年（平成18年）から2012年（平成24年）にかけて無電柱化、歩道の拡幅、街路樹の植樹が実施された。街路樹にはセンダンが選ばれている。また、街灯はこの事業に合わせて大阪ガス等から寄贈されたガス灯となっている。沿道には近代建築も多い。
道路愛称の由来である長堀川に架かっていた三休橋は、1964年（昭和39年）の長堀川埋立に伴い撤去されており、以降は長堀通の交叉点名として名残をとどめる。三休橋の名称は、長堀川に架かる橋の中で往来の多かった心斎橋・中橋・長堀橋の三橋を休ませるために架けられた橋であることが由来とされている。
長堀通以北は北行きの一方通行、長堀通 - 鰻谷北通間は対面通行、鰻谷北通 - 宗右衛門町通間は南行きの一方通行、宗右衛門町通 - 道頓堀通間は歩行者専用道路（終日）となる。道頓堀通以南の大阪市道三休橋千日前線の残余区間は、道頓堀通 - 千日前通間は歩行者専用道路（終日）、千日前通 - 新川橋筋（大阪市道新川橋線）間は南行きの一方通行・歩行者専用道路（9時 - 翌1時）、新川橋筋以南は対面通行・歩行者専用道路（9時 - 翌1時）となる。

## 沿線情報

### 北区
- 大阪市中央公会堂（近代建築）

### 中央区
- 栴檀木橋 - 土佐堀川
- 淀屋橋スクエア（超高層ビル、2009年竣工、大阪神鋼ビルと新光証券ビルの再開発）
- トレードピア淀屋橋（超高層ビル、旧日商岩井本社ビル）
- 八木通商ビル（近代建築、旧大阪農工銀行、外壁のみ保存の上でグランサンクタス淀屋橋に建て替え）
- オペラ・ドメーヌ 高麗橋（近代建築、旧大中証券）
- 日本基督教団浪花教会（近代建築）
- 武田道修町ビル（近代建築、三休橋筋から道修町通を東へ一筋先）
- 田辺製薬本社ビル（薬品会社本社）
- 船場ビルディング（近代建築、登録有形文化財、三休橋筋から淡路町通を少し東）

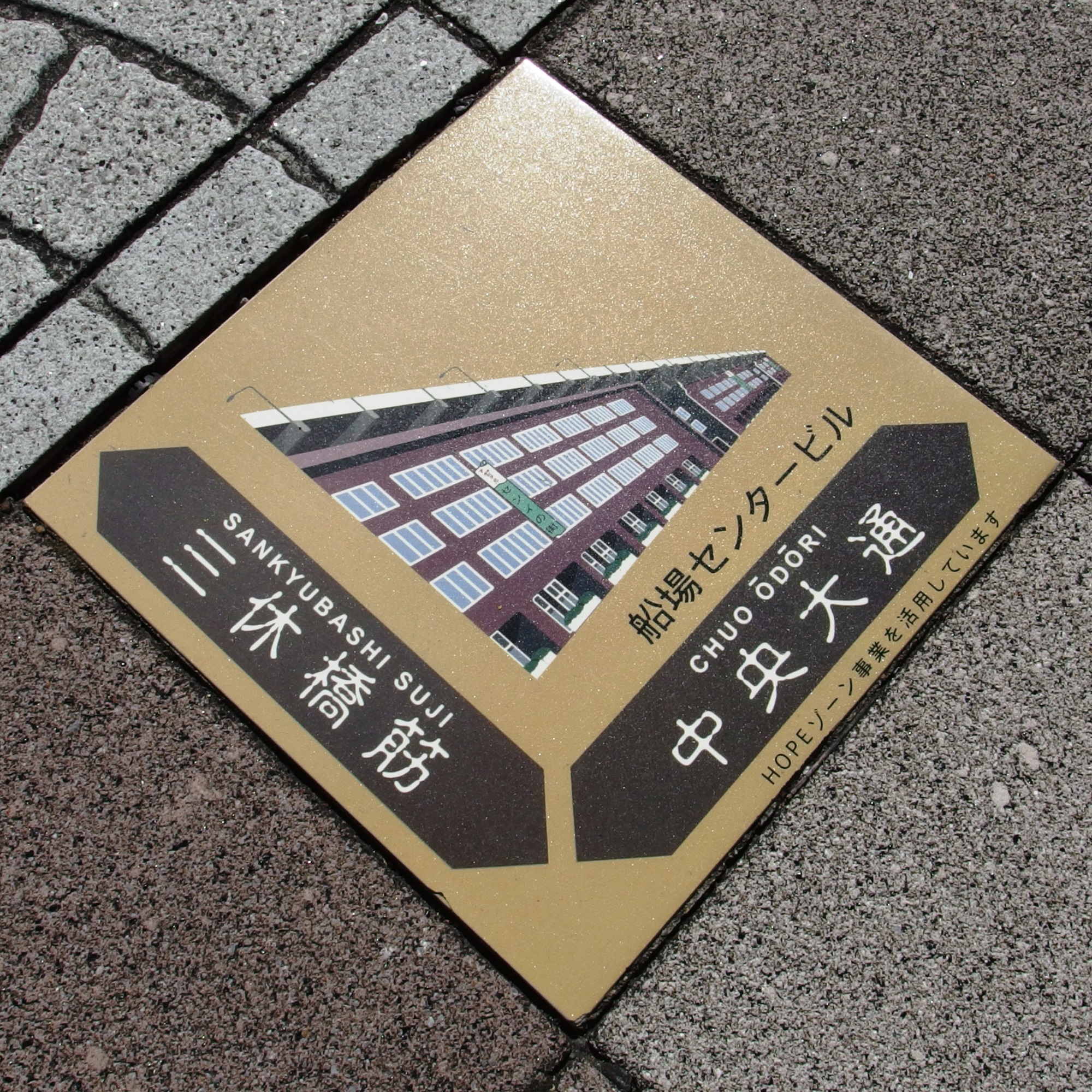
歩道銘板
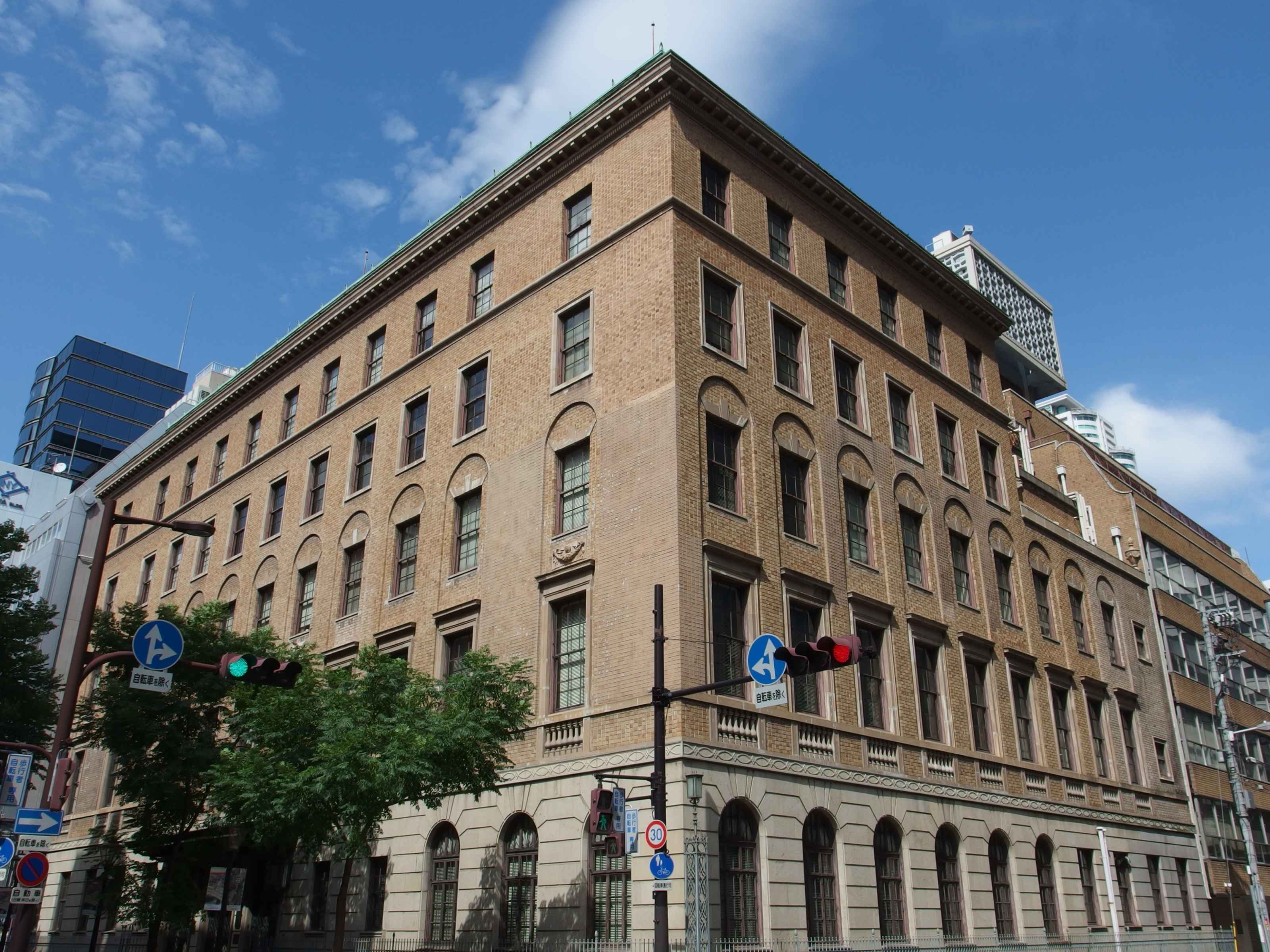
綿業会館（近代建築、国の重要文化財）
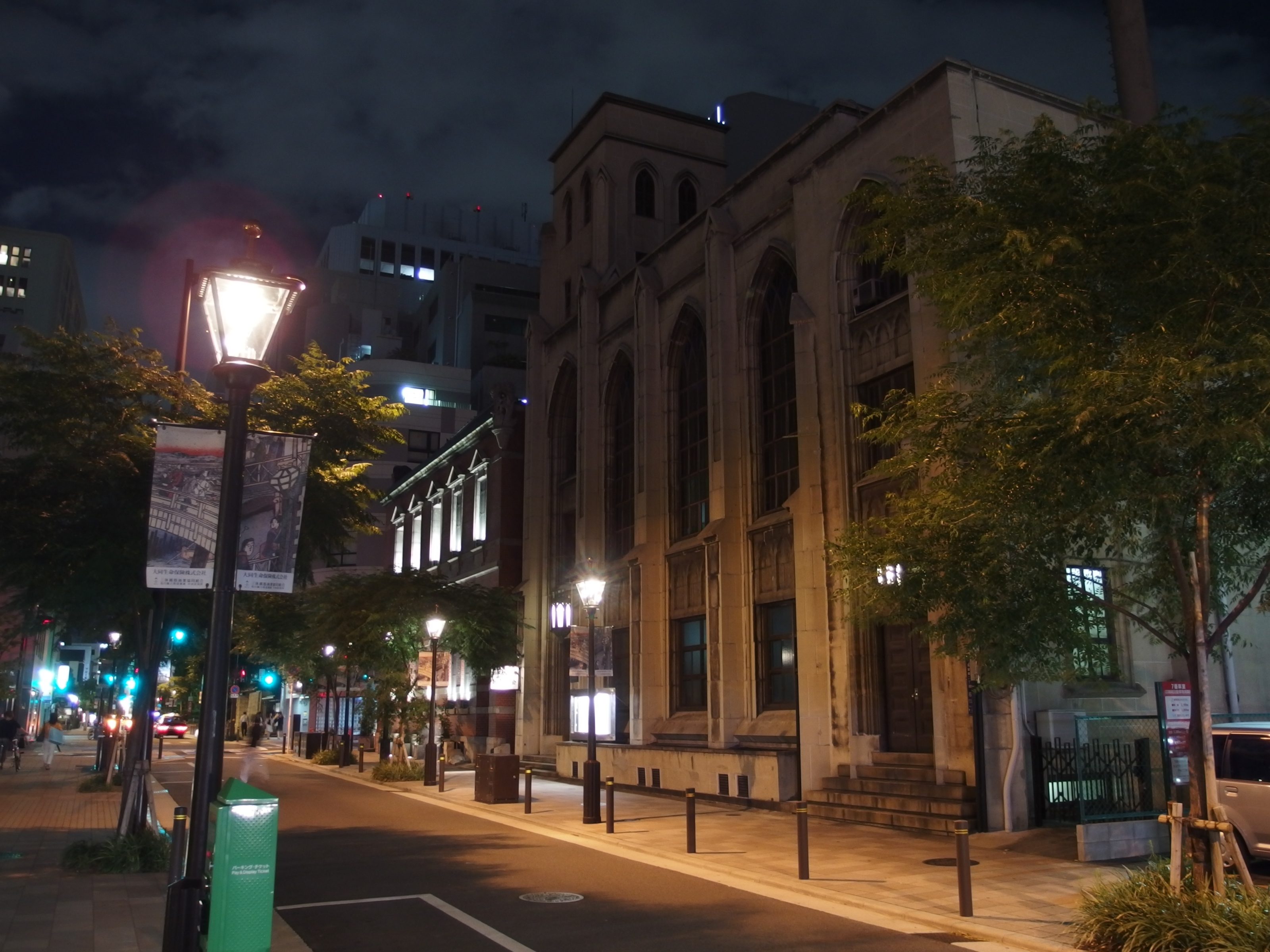
日本基督教団浪花教会
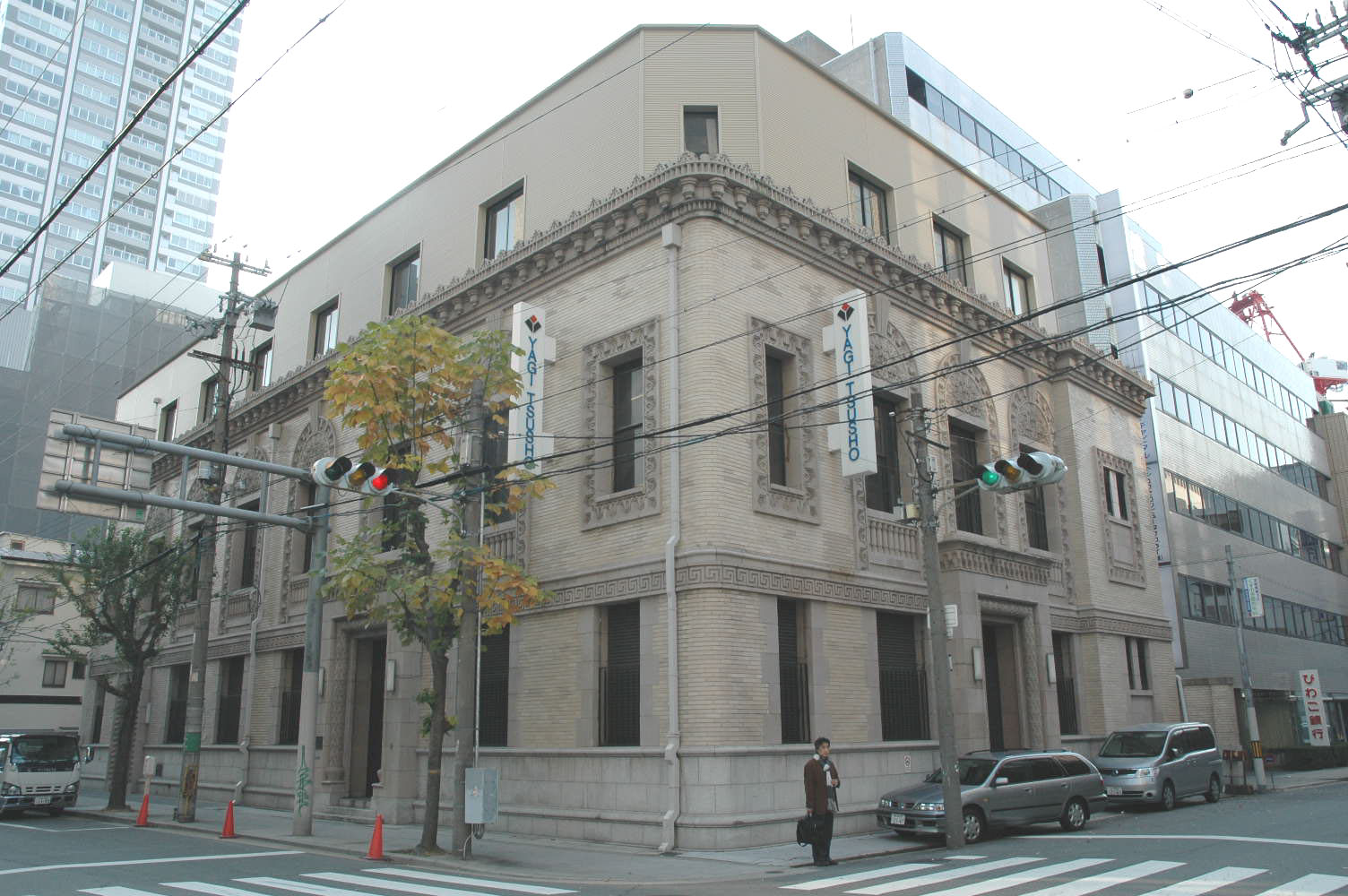
旧八木通商本社ビル（マンション建て替えにより外観のみ現存）

- 鹿児島銀行大阪支店（近代建築）
- 丸紅旧大阪支社ビル（超高層ビル）
- サンマリオン大阪（超高層ビル、市田株式会社所有の賃貸ビル）
- 船場センタービル６・７号館（中央大通の真中、阪神高速道路13号東大阪線の高架下）
- 大阪農林会館（近代建築、登録有形文化財、旧三菱商事大阪支店）
- 出光ナガホリビル（三休橋交叉点、大阪市立近代美術館（仮称）、心斎橋展示室がある）

- 周防町筋（ヨーロッパ通り）
- 南地大和屋跡（ミナミの老舗名門料亭。宗右衛門町の風俗街化、環境悪化に伴い2003年（平成15年）閉店。）
- 宗右衛門町
- 太左衛門橋 - 道頓堀川
- 「大たこ」

## 交差する主要道路
- 土佐堀通 - 北浜2交叉点
- 本町通 - 本町2交叉点
- 中央大通 - 船場中央2交叉点（東行き）、久太郎町2交叉点（西行き）
- 長堀通（国道308号） - 三休橋交叉点